# Friedrich von Freysleben
Karl Friedrich August von Freysleben (* 21. Oktober 1785 in Fort Friedrichsburg; † 20. Januar 1847 in Tüppelgrün) war ein preußischer Generalmajor.

## Leben

### Herkunft
Seine Eltern waren August Joseph von Freysleben (1732–1807) und Katharina Elisabeth Gehricke (* 1750). Der Vater war preußischer Oberstleutnant und Kommandeur des III. (Musketier-)Bataillons im Infanterieregiment „von Schöning“. Das Paar hatte zwei Kinder, die beide am 7. Juni 1787 durch König Friedrich Wilhelm II. legitimiert wurden. Sein Bruder Wilhelm nahm als Fähnrich im Depotbataillon des Infanterieregiments „von Lichnowski“ seinen Abschied.

### Militärkarriere
Freysleben besuchte die Kadettenhäuser in Kulm und Berlin. Anschließend wurde er am 19. Juni 1800 als Unteroffizier im Infanterieregiment „von Schöning“ der Preußischen Armee angestellt und avancierte bis Oktober 1806 zum Sekondeleutnant. Im Vierten Koalitionskrieg kämpfte er bei Preußisch Eylau, Soldau und Königsberg.
Nach dem Frieden von Tilsit wurde Freysleben am 1. Januar 1808 als Adjutant in das 2. Ostpreußische Infanterie-Regiment versetzt und sein Patent als Sekondeleutnant auf den 10. September 1800 rückdatiert. Am 8. Juni 1810 kam er dann als Adjutant zum Oberst von Zieten. Im Vorfeld des Feldzuges wurde er am 1. April 1812 zum Premierleutnant befördert und nahm als Adjutant von Oberst von Below an den Gefechten bei Eckau, Mesothen, Friedrichstadt und an der Düna teil. Gegen Ende des Feldzuges erkrankte Freysleben und konnte daher seinen Dienst nicht weiter ausüben.
Nach seiner Gesundung wurde Freysleben während der Befreiungskriege am 2. November 1813 als Kapitän in die Adjutantur versetzt und zum Adjutanten des Generalleutnants von Zastrow ernannt, der dem Generalkommando in Preußen vorstand. Nach dem Krieg erhielt er am 24. Januar 1817 für seine Leistungen das Eiserne Kreuz am weißen Bande II. Klasse. Am 5. März 1817 wurde er Adjutant der Truppenbrigade in Posen und avancierte in dieser Stellung am 30. März 1817 mit Patent vom 1. April 1817 zum Major. Daran schloss sich vom 3. April 1820 bis zum 17. Juni 1825 eine Verwendung als Adjutant beim Generalkommando des V. Armee-Korps an. Ausgezeichnet mit dem Dienstkreuz wurde er anschließend Kommandeur des III. Bataillons im 4. Landwehr-Regiment. Dort erfolgte am 30. März 1834 mit Patent vom 31. März 1834 seine Beförderung zum Oberstleutnant. Als Kommandeur des II. Bataillons kam er dann am 30. März 1835 nach Danzig in das 4. Infanterie-Regiment und wurde am 30. März 1836 mit Patent vom 2. April 1836 Oberst. Am 30. März 1837 beauftragte man Freysleben mit der Führung des Verbandes und ernannte ihn am 14. Januar 1838 zum Regimentskommandeur. Anlässlich des Ordensfestes wurde ihm am 18. Januar 1839 der Rote Adlerorden III Klasse mit Schleife verliehen. Da ihm sein Kommandierender General Wrangel die Eignung für eine höhere Stelle absprach, wurde Freysleben am 24. März 1831 mit dem Charakter als Generalmajor und der gesetzlichen Pension zur Disposition gestellt. Er starb am 20. Januar 1847 in Tüppelgrün bei Neudeck.
Der Kommandierende General von Wrangel schrieb 1840 in seiner Beurteilung: „Ein wissenschaftlich gebildeter, sehr zuverlässiger und recht diensteifriger Stabsoffizier, von wohlwollenden und achtungswerten Gesinnungen. Mit den Bureaugeschäften ist er gründlich, mit dem praktischen Dienst aber nur wenig vertraut, das Regiment führt er in der Linie ziemlich gut, doch fehlt ihm Gewandtheit und Energie, um höhere Posten zu bekleiden.“

### Familie
Freysleben heiratete am 19. Januar 1820 in Posen Friederike Charlotte Maximiliane Henriette Alwine von Kleist (* 7. Juli 1802; † 14. November 1874) aus dem Haus Dubrau. Sie war eine Tochter des Rittmeisters Ernst Wilhelm Sigenfried von Kleist (1778–1836) und dessen Ehefrau Ferdinande, geborene von der Asseburg. Aus der Ehe gingen mehrere Kinder hervor:
- Laura Luise Ferdinande Maximiliane Wilhelmine (* 10. August 1820; † 17. Januar 1835)
- Wilhelm Friedrich Max (* 1. März 1822)
- Valeska Elise Karoline Bertha (* 9. September 1825; † 18. April 1893) ⚭ 1845 Richard von Kalckreuth (1808–1879), preußischer Generalleutnant[2]